# NK Polet Sveta Klara
Nogometni klub Polet Sveta Klara hrvatski je nogometni klub iz zagrebačkog gradskog naselja Sveta Klara. U sezoni 2024./25. natječe se u 4. NL Središte Zagreb – skupina A.

## Vanjske poveznice
- Profil, HNS Semafor
- 2. ZNL/Ganić: Polet će opet igrati u prvoj ligi